# エクリプス・エアロスペース

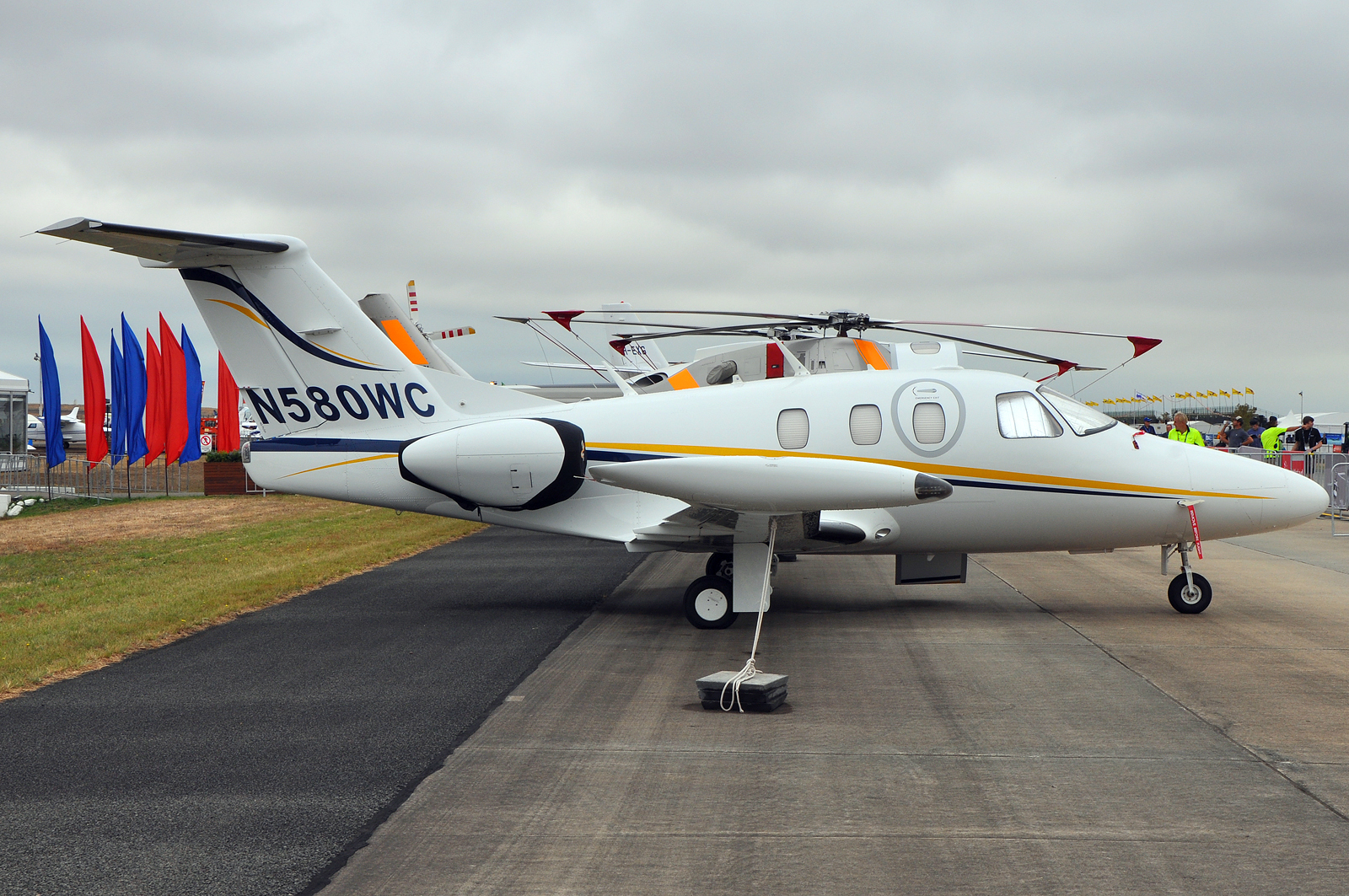
主力商品のエクリプス 550

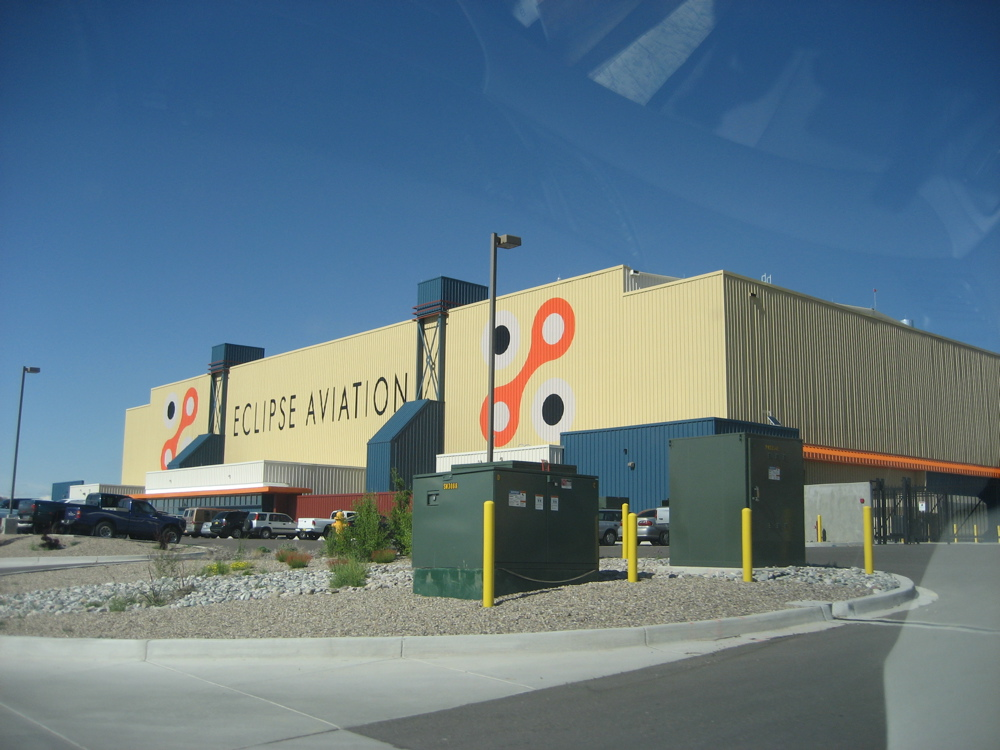
アルバカーキの社屋

エクリプス・エアロスペース (Eclipse Aerospace) は、アメリカ合衆国のサウスカロライナ州チャールストンを拠点とする航空機メーカーで、主に超軽量ジェット機 (VLJ) の製造を行っている。2009年に設立され、エクリプス・アビエーションの資産を買い取って現在はかつての主力商品だったエクリプス 500の改良型であるエクリプス 550を生産する。尚、エクリプス・アビエーションで開発中だった単発式のエクリプス 400の開発は中断している。

## 歴史
2009年にエクリプス・アビエーションの資産を買い取って事業を開始した。現在の主な業務はかつて販売された260機のエクリプス 500の整備や支援とその改良型であるエクリプス 550の生産、販売である。エクリプス・エアロスペース社はサウスカロライナ州チャールストンに本社を置き、主要業務はニューメキシコ州アルバカーキとイリノイ州シカゴで行っている。